# Balsamorhiza
Genre
Balsomorhiza est un genre de plante à fleurs de la famille des Composées (Asteraceae).

## Liste d'espèces
Selon ITIS :
- Balsamorhiza ×bonseri St. John (pro sp.)
- Balsamorhiza careyana Gray
- Balsamorhiza deltoidea Nutt.
- Balsamorhiza hookeri Nutt.
- Balsamorhiza incana Nutt.
- Balsamorhiza macrolepis Sharp
- Balsamorhiza macrophylla Nutt.
- Balsamorhiza rosea A. Nels. & J.F. Macbr.
- Balsamorhiza sagittata (Pursh) Nutt.
- Balsamorhiza sericea W.A. Weber
- Balsamorhiza serrata A. Nels. & J.F. Macbr.
- Balsamorhiza ×terebinthacea (Hook.) Nutt. (pro sp.)
- Balsamorhiza ×tomentosa Rydb. (pro sp.)